# Крістер Аллгард
Крістер Аллгард (швед. Christer Allgårdh; нар. 20 лютого 1967) — колишній шведський тенісист.
Найвищу одиночну позицію світового рейтингу — 101 місце досяг 3 жовтня 1988, парну — 91 місце — 19 липня 1993 року.
Здобув 2 парні титули.

## Фінали Гран-прі/ATP за кар'єру

### Парний розряд: 4 (2–2)
| Результат | W/L | Дата | Турнір              | Покриття | Партнер        | Суперники                     | Рахунок  |
| --------- | --- | ---- | ------------------- | -------- | -------------- | ----------------------------- | -------- |
| Перемога  | 1–0 | 1987 | Барі, Італія        | Ґрунт    | Ульф Стенлунд  | Роберто Асар Марсело Інгарамо | 6–3, 6–3 |
| Перемога  | 2–0 | 1992 | Гуаружа, Бразилія   | Тверде   | Карл Лімбергер | Дієго Перес Франсіско Ройг    | 6–4, 6–3 |
| Поразка   | 2–1 | 1992 | Сан-Паулу, Бразилія | Тверде   | Карл Лімбергер | Дієго Перес Франсіско Ройг    | 2–6, 6–7 |
| Поразка   | 2–2 | 1993 | Сантьяго, Чилі      | Ґрунт    | Браян Девенінг | Майк Бауер Давід Рікл         | 6–7, 4–6 |

## Титули на челленджерах

### Одиночний розряд: (1)
| Ранг | Рік  | Турнір          | Покриття | Суперник     | Рахунок       |
| ---- | ---- | --------------- | -------- | ------------ | ------------- |
| 1.   | 1990 | Пескара, Італія | Ґрунт    | Герман Лопес | 4–6, 6–3, 6–4 |

### Парний розряд: (7)
| Ранг | Рік  | Турнір                   | Покриття | Партнер        | Суперники                           | Рахунок       |
| ---- | ---- | ------------------------ | -------- | -------------- | ----------------------------------- | ------------- |
| 1.   | 1986 | Берген, Норвегія         | Ґрунт    | Гілад Блюм     | Стефан Медем Гаральд Ріттерсбахер   | 6–4, 4–6, 6–4 |
| 2.   | 1988 | Марракеш, Марокко        | Ґрунт    | Конні Фальк    | Лосон Данкен Ганс Шваєр             | 6–3, 6–2      |
| 3.   | 1988 | Сан-Марино, Сан-Марино   | Ґрунт    | Йозеф Чігак    | Жоао Кунья е Сілва Єрґен Віндаль    | 6–4, 6–2      |
| 4.   | 1992 | Сантьяго, Чилі           | Ґрунт    | Якко Ван Дейн  | Луїс Лобо Мартін Стрінгарі          | 4–6, 7–6, 7–5 |
| 5.   | 1992 | Севілья, Іспанія         | Ґрунт    | Томас Нюдаль   | Серхіо Кортес Сезар Кіст            | 6–3, 6–2      |
| 6.   | 1992 | Рібейран-Прету, Бразилія | Ґрунт    | Мауріс Руа     | Лен Бейл Брендан Каррі              | 2–6, 7–5, 6–4 |
| 7.   | 1993 | Айзенах, Німеччина       | Ґрунт    | Дмитро Поляков | Габричідзе Володимир Андрій Мерінов | 6–7, 6–4, 6–4 |